# Lacq
Lacq – miejscowość i gmina we Francji, w regionie Nowa Akwitania, w departamencie Pireneje Atlantyckie.
Według danych na rok 1990 gminę zamieszkiwało 657 osób, a gęstość zaludnienia wynosiła 39 osób/km² (wśród 2290 gmin Akwitanii Lacq plasuje się na 603. miejscu pod względem liczby ludności, natomiast pod względem powierzchni na miejscu 662.).